# Provodina
Provodina (en serbe cyrillique : Проводина) est un village du sud-ouest du Monténégro, dans la municipalité de Herceg Novi.

## Démographie

### Évolution historique de la population
| 1948 | 1953 | 1961 | 1971 | 1981 | 1991 | 2003 |
| ---- | ---- | ---- | ---- | ---- | ---- | ---- |
| 229  | 237  | 196  | 181  | 288  | 310  | 664  |